# جوين هويلز
جوين هويلز (بالإنجليزية: Gwyn Howells)‏ هو موظف مدني أسترالي، ولد في 13 مايو 1918، وتوفي في 26 يوليو 1997.